# 阿姆利
阿姆利（Amli），是印度达德拉-纳加尔哈维利Dadra & Nagar Haveli县的一个城镇。总人口28566（2001年）。

## 人口
该地2001年总人口28566人，其中男性17372人，女性11194人；0—6岁人口4402人，其中男2336人，女2066人；识字率70.49%，其中男性为78.55%，女性为58.00%。